# James Neel
James Van Gundia Neel (22 de março de 1915 — 1 de fevereiro de 2000) foi um geneticista estadunidense. Seu trabalho foi fundamental no desenvolvimento da genética humana como campo de pesquisa nos Estados Unidos. Foi eleito membro da Academia de Artes e Ciências dos Estados Unidos em 1971.
Ele fez contribuições importantes para o surgimento da epidemiologia genética e buscou uma compreensão da influência do ambiente nos genes. Em seus primeiros trabalhos, ele estudou a doença da célula falciforme e a talassemia, conduziu pesquisas sobre os efeitos da radiação nos sobreviventes do bombardeio atômico de Hiroshima. Em 1956, Neel fundou na Universidade de Michigan o Departamento de Genética, o primeiro departamento de genética humana em uma faculdade de medicina nos Estados Unidos.
Neel desenvolveu a "hipótese do gene econômico" de que os humanos paleolíticos, enfrentando longos períodos de fome pontuados por breves períodos de excesso de comida, teriam se adaptado geneticamente ao processar gorduras e carboidratos de forma mais eficiente durante os períodos de festa, para serem fisiologicamente resilientes durante os períodos de fome. Neel acreditava que essa adaptação genética pode ter criado uma predisposição para diabetes mellitus tipo 2. Essa teoria foi posteriormente desacreditada por pesquisas conduzidas pelo próprio Neel.
De particular interesse para Neel era a compreensão do genoma humano sob uma luz evolutiva, um conceito que ele abordou em seu trabalho de campo com o antropólogo cultural Napoleon Chagnon entre os ianomâmis e os xavantes no Brasil e na Venezuela. Seu envolvimento neste trabalho de campo ficou sob forte escrutínio e crítica na controvérsia das Darkness in El Dorado, um escândalo na antropologia que estourou em 2000, envolvendo várias alegações de pesquisas antiéticas que ameaçaram sérios danos à reputação de Neel. A acusação é de que Neel injetou deliberadamente nativos sul-americanos com vacina virulenta contra o sarampo para desencadear uma epidemia que matou centenas e provavelmente milhares. No entanto, essas alegações contra ele nunca foram fundamentadas com qualquer evidência, e foi descoberto mais tarde que o surto de sarampo era anterior à sua chegada. A maioria das alegações em Darkness in El Dorado, desde então, foi considerada fabricada pelo autor.
O Dr. Neel cursou o College of Wooster com uma licenciatura em biologia em 1935 e continuou a receber o seu doutoramento na Universidade de Rochester.

## Organizações
Neel esteve profundamente envolvido com várias organizações proeminentes ao longo de sua carreira, incluindo, mas não se limitando a: American Academy of Arts and Sciences, American Philosophical Society, Atomic Bomb Casualty Commission, National Research Council, Pan-American Health Organization, Fundação de Pesquisa de Efeitos de Radiação, Universidade de Michigan e Organização Mundial da Saúde. 
Ele testemunhou várias vezes perante comitês e subcomitês do Congresso dos Estados Unidos como uma testemunha especialista em relação aos efeitos de longo prazo da radiação nas populações humanas.

## Artigos de James van Gundia Neel
Os documentos profissionais de James V. Neel estão guardados nos arquivos da Biblioteca da Sociedade Filosófica Americana em Filadélfia, PA.